# Уј Хирек
Уј Хирек (мађ. Űj Hírek) срп. Нове Вести је дневни лист на мађарском језику који је излазио од 1930. до 1941. године у Сомбору.

## Историјат
Űj Hírek - Нове Вести, (1930-1941) штампан је у великом тиражу од 10.000 до 15.000 примерака.
Űj Hírek представља почетак модерне дневне штампе и са њим почиње и историја професионалног новинарства у Сомбору.

## Програм и тематика листа
Својим програмом лист је уређиван тако да је на четири стране, свакодневно, доносио информације о домаћим и иностраним догађајима, уз које су читаоцима на располагању биле и вести из спорта, радио програм, огласи, рекламе и најаве разних догађања.

### Периодичност излажења
Лист је излазио сваког дана.

### Изглед новина
Лист је имао четири стране.

### Место издавања
Сомбор, 1930-1941.

### Штампарија
Лист Űj Hírek - Нове Вести је штампан у штампарији Саве Милађева.

## Уредници
Лист су уређивали Ђула Сабо, Деже Ђенђеши, Имре Керењи, Михаљ Мајтењи Марковић.
Од 1939. године значајни сарадник листа а затим и главни уредник који је дао велики допринос листу је Јанош Херцег. 